# Zuidoost-Duits voetbalkampioenschap 1925/26
In 1925/26 werd het vijftiende voetbalkampioenschap gespeeld dat georganiseerd werd door de Zuidoost-Duitse voetbalbond. Er kwam een extra deelnemer bij in de eindronde omdat er een nieuwe competitie opgezet werd in Bergland. Breslauer SC 08 werd kampioen en plaatste zich voor de eindronde om de Duitse landstitel. Als vicekampioen plaatste Viktoria Forst zich ook. SC 08 versloeg in de eerste ronde Dresdner SC en verloor dan in de kwartfinale van SpVgg Fürth, dat een ronde eerder Viktoria Forst uitgeschakeld had.

## Deelnemers aan de eindronde
| Club                 | Gekwalificeerd als          |
| -------------------- | --------------------------- |
| Hirschberger SV 1919 | Kampioen van Bergland       |
| Breslauer SC 08      | Kampioen van Midden-Silezië |
| Cottbuser FV 1898    | Kampioen van Neder-Lausitz  |
| SpVgg 1896 Liegnitz  | Kampioen van Neder-Silezië  |
| Saganer SV           | Kampioen van Opper-Lausitz  |
| VfB Gleiwitz         | Kampioen van Opper-Silezië  |
| FC Viktoria Forst    | Titelverdediger             |

## Eindronde
| Plaats | Club                 | Wed. | W | G | V | Saldo | Ptn. |
| ------ | -------------------- | ---- | - | - | - | ----- | ---- |
| 1.     | FC Viktoria Forst    | 6    | 5 | 0 | 1 | 33:5  | 11:1 |
| 2.     | Breslauer SC 08      | 6    | 5 | 0 | 1 | 30:8  | 11:1 |
| 3.     | VfB Gleiwitz         | 6    | 4 | 0 | 2 | 18:14 | 8:4  |
| 4.     | Cottbuser FV 1898    | 6    | 2 | 0 | 4 | 8:15  | 4:8  |
| 5.     | Saganer SV           | 5    | 1 | 1 | 3 | 8:18  | 3:7  |
| 6.     | SpVgg 1896 Liegnitz  | 6    | 1 | 1 | 4 | 15:25 | 3:9  |
| 7.     | Hirschberger SV 1919 | 5    | 0 | 0 | 5 | 4:31  | 0:10 |

De wedstrijd Saganer SV - Hirscherger SV werd niet gespeeld.
|  | Finale titel, beide clubs geplaatst voor de nationale eindronde |

### Finale
|            |                   |              |                 |         |
| 9 mei 1926 | FC Viktoria Forst | 0 - 0 (n.v.) | Breslauer SC 08 | Beuthen |
| 9 mei 1926 |                   |              |                 | Beuthen |

Omdat beide clubs sowieso voor de nationale eindronde geplaatst waren werd de replay pas gespeeld nadat beide clubs uitgeschakeld waren. 
|              |                   |       |                 |       |
| 13 juni 1926 | FC Viktoria Forst | 2 - 3 | Breslauer SC 08 | Sagan |
| 13 juni 1926 |                   |       |                 | Sagan |